# Око олује
Око олује се налази у центру снажних циклона. Пречник центра (ока) олује, износи углавном између 30-65 km. Центар олује, окружен је јаким ветровима, кишама и грмљавинама. Најнижи барометријски притисак циклона се јавља у оку олује и може бити чак 15 процената мањи од притиска изван олује.
Код јаких циклона, око олује улгавном карактеришу ветрови и ведро небо. Код слабијих циклона, око олује је знатно мање и окружено је густим облацима. Атмосферски притисак ока олује је на нивоу мора увек најнижи.

## Структура ока олује
Без обзира на то што је око олује симетрочно, некада може да буде и неправилног облика, а то је највише видљиво када се јављају слабе олује. Уобичајене олује имају око пречника неколико десетина километара, али се дешава да олује јаког интензитета образује мало око.
Пречник центра олује може много да варира. Од 370 km (Tiphoon Carmen), do samo 3,7 km (Hurricane Vilma). Није типично да олује са великим оком буду јака и постепено се појачавају, а то се најчешће дешава код прстенастих урагана.

## Стварање ока олује
Тропски циклони у већини случајева настају услед лошег времена у тропским пределима. Када настане грмљавина, крећу и падавине које се ротирају око центра олује (око олује). Како олуја добија снагу, прстен јаче конвекције се формира на одређеној удаљености од ротационог центра олује која се све више развија. Услед јаке грмљавине и великих киша, барометријски притисак на површини почиње да опада и ствара се већа количина ваздуха у горњем нивоу циклона.
Део ваздуха који је настао у горњем нивоу олује не иде ван олује, него се креће према центру олује. То доводи до таквог стања, да ваздушни притисак настаје још даље до оне тачке где тежина ваздуха штити снагу струју у центру олује. Ваздух тада креће да се спушта у центар олује и ствара површину без кише, па се тако формира око олује.